# Station Three Bridges
Three Bridges is een spoorwegstation van National Rail in Three Bridges, Crawley in Engeland. Het station is eigendom van Network Rail en wordt beheerd door Southern. Het station is geopend in 1841.